# Струмби
Струмбѝ (на гръцки: Στρουμπί) е село в Кипър, окръг Пафос. Според статистическата служба на Република Кипър през 2001 г. селото има 461 жители.
Намира се на 17 км североизточно от Пафос. Селото е известно с годишния си фестивал на виното „Дионисия“, на името на древногръцкия бог на виното Дионис, който се провежда в края на август. През 1953 г. земетресение от 6-а степен по скалата на Рихтер разрушава първоначалното местоположение на селото, което е изградено наново в близост.